# Sydneys spårväg
Sydneys spårväg i Australien består av två nätverk och tre linjer varav en av linjer väntas tas i bruk mars 2020. Sammanlagt finns det 41 hållplatser varav 5 väntas tas i bruk 2020. Systemet ägs av Metro Transport Sydney men trafiken sköts av Transdev.

## Historia
Under första hälften av 1900-talet fanns ett omfattande spårvägssystem i Sydney med fler än 1600 spårvagnar och 405 miljoner passagerare per år, detta nät lades ned mellan 1940 och 1961.
Den första delen av Sydneys nya spårväg öppnades den 31 augusti 1997 mellan Central och Wentworth Park och kostade $65 miljoner (drygt 350 miljoner kronor), och en ny sektion till Lilyfield öppnades den 13 augusti 2000 och kostade $20 miljoner (drygt 110 miljoner kronor). Den 14 december 2019 invigdes en ny linje mellan Circular Quay och Randwick.

## Trafik
Spårvagnar körs dygnet runt mellan Central och Star City, med turtäthet på mellan 10 och 30 minuters och mellan klockan 6 och klockan 23 mellan Star City och Dulwich Hill Interchange.